# Psilocerea narychorda
Psilocerea narychorda là một loài bướm đêm trong họ Geometridae.